# Jordanoff Bay
Die Jordanoff Bay (englisch; bulgarisch Йорданов залив Jordanow saliw) ist eine 4,9 km lange und 5 km breite Bucht an der Davis-Küste des Grahamlands auf der Antarktischen Halbinsel. Sie liegt zwischen dem Wennersgaard Point und dem Tarakchiev Point.
Die bulgarische Kommission für Antarktische Geographische Namen benannte sie 2009 nach dem bulgarisch-US-amerikanischen Luftfahrtpionier Assen Jordanoff (1896–1967), der 1915 das erste bulgarische Flugzeug gebaut hatte.